# 盖裂木
盖裂木（学名：Talauma hodgsonii）为木兰科盖裂木属下的一个种。